# Equipa da Superleague Fórmula Team England
A Team England é uma equipa da Superleague Fórmula que representa a Inglaterra naquele campeonato. A equipa entrou no campeonato em 2011, ano no qual está a ser operada pela Alan Docking Racing, tendo como piloto o britânico Craig Dolby.

## Temporada de 2011
A Team England entrou no campeonato em 2011 tendo como equipa operadora a Alan Docking Racing, com Craig Dolby, de britânico, a ser o piloto.

## Registo

### 2011
(Legenda)
| Equipa de Automobilismo | Piloto      | 1   | 1   | 2   | 2   | 3   | 3   | 4          | 4          | 5   | 5   | 6   | 6   | 7   | 7   | 8                 | 8                 | Pontos | Class. |
| Equipa de Automobilismo | Piloto      | ASS | ASS | ZOL | ZOL | GOI | GOI | TBA Brasil | TBA Brasil | PEQ | PEQ | SHA | SHA | SEU | SEU | TBA Nova Zelândia | TBA Nova Zelândia | Pontos | Class. |
| ----------------------- | ----------- | --- | --- | --- | --- | --- | --- | ---------- | ---------- | --- | --- | --- | --- | --- | --- | ----------------- | ----------------- | ------ | ------ |
| Alan Docking Racing     | Craig Dolby | 2   | 8   |     |     |     |     |            |            |     |     |     |     |     |     |                   |                   | 74*    | 3º*    |

Nota - *: Temporada em curso

### Resultados em Super-Final
| Ano  | 1     | 2   | 3   | 4          | 5   | 6   | 7   | 8                 |
| ---- | ----- | --- | --- | ---------- | --- | --- | --- | ----------------- |
| 2011 | ASS 1 | ZOL | GOI | TBA Brasil | PEQ | SHA | SEU | TBA Nova Zelândia |